# Nieszkodna
Nieszkodna  – część  wsi Jaźwiny w Polsce, położona w województwie wielkopolskim, w powiecie ostrzeszowskim, w gminie Kraszewice.
W latach 1975–1998 miejscowość administracyjnie należała do województwa kaliskiego.